# 1940年玻利维亚大选
1940年3月10日，玻利维亚举行了大选，选出了新总统总统和新议会。这次选举是自1934年以来六年中的第一次选举，也是自1931年大选以来九年中第一次选举结果没被废除的选举。

## 背景
自1936年以来，玻利维亚在大卫·托罗和赫尔曼·布施等左翼军人之下至政府倾向偏向左翼。1939年8月23日，布施在解散议会并宣布自己为独裁者四个月后自杀，布施时期因此结束。布施死后，玻利维亚军队立即任命军队总司令卡洛斯·金塔尼利亚将军担任总统职务。金塔尼利亚很快就着手扭转前几届政府中较为激进偏向左翼的政府，使国家恢复到查科战争前的保守政府。
尽管金塔尼利亚试图建立一个更长久的政府，但推迟召开新选举遭到各政党的反对，这些政党试图在1936年政变后重新确立自己的地位。在要求选举的呼声中，恩里克·佩纳兰达将军向媒体宣布，国家迫切需要 "举行大选"。最后，由自由党（PL）、真共和党（PRG）和共和社会党（PRG）的代表组成的联合向金塔尼利亚总统要求举行大选。
鉴于这种压力，金塔尼利亚在1939年10月6日，即掌权后一个多月，宣布将在1940年3月10日举行新的总统和副总统的选举。虽说最后只有总统选举。因为1939年12月4日，副总统一职被废除，以压制对赫尔曼·布施的前副总统恩里克·巴尔迪维索要求继承副总统一职的要求。

## 参选人
各政党为了确保他们胜选，因此自由党、真共和党和共和社会党组成选举联盟。恩里克·佩尼亚兰达将军是查科战争中的战争英雄之一，其被推举为该联盟的总统候选人。佩尼亚兰达曾是高级军官团的成员，在查科战争战败后，高级军官团被迫让位给以赫尔曼·布施为代表的年轻军官。
年轻军官提出他们的总统候选人为贝尔纳迪诺·毕尔巴鄂·里奥哈将军，他是代表托罗和已故的布施的军事社会主义思想的新的军队总司令。矿业寡头和传统政党试图将毕尔巴鄂诋毁为企图成立左派独裁政权的独裁者，但没有成功。
面对毕尔巴鄂有可能获胜的可能性，金塔尼利亚政府将他传唤到政府大楼，在那里他被殴打和堵嘴，并被驱逐到智利的阿里卡。 尽管毕尔巴鄂的回归是在年轻军官以军事叛乱为威胁之下谈判的，但他最终被流放而不能参选。
因此，佩尼亚兰达在选举中的主要对手是何塞·安东尼奥·阿尔泽。作为玻利维亚主要的社会学家和马克思主义理论家之一，阿尔泽刚从智利流亡归来，而相对对大卫·托罗的军事社会主义来说，他比前者更左更激进。因此他于1936年9月被驱逐出境。1939年4月，他还在智利的时候，阿尔泽就组建了玻利维亚左翼阵线（FIB），并发表了一份宣言，称FIB是整个左翼政党之联盟。尽管如此，其联盟占主导地位的却为共产主义和马克思主义，并主导联盟。1940年，联盟参选，阿尔泽作为独立候选人，作为FIB候选人参选。

## 结果
因为此次选举打压反对派，因此联盟在3月10日的选举中轻松获胜，投票率为85.99%，阿尔泽为11.32%，毕尔巴鄂仅得2.69%。尽管取得了胜利，但阿尔泽以近15%的票数获得第二名，表明玻利维亚的左翼力量依旧得到许多支持，并为FIB在5个月后组建左翼革命党（PIR）打下基础，该党是1940年代玻利维亚最有影响力的左翼政党之一。

佩尼亚兰达于1940年4月15日就任玻利维亚总统。
| 候选人             | 候选人                     | 政党               | 票数    | %      |
| ------------------ | -------------------------- | ------------------ | ------- | ------ |
|                    | 恩里克·佩尼亚兰达          | PL-PRG-PRS         | 58,060  | 85.99  |
|                    | 荷西·安东尼奥·阿尔泽       | 玻利维亚左翼阵线   | 7,645   | 11.32  |
|                    | 贝尔纳迪诺·毕尔巴鄂·里奥哈 | 独立参选           | 1,813   | 2.69   |
| 总共               | 总共                       | 总共               | 67,518  | 100.00 |
|                    |                            |                    |         |        |
| 已登记选民／投票率 | 已登记选民／投票率         | 已登记选民／投票率 | 104,612 | –      |
| 资料来源：Gamboa   |                            |                    |         |        |